# کوندل پارک
کوندل پارک (به انگلیسی: Condell Park) یک حومه شهر در استرالیا است که در نیو ساوت ولز واقع شده‌است.